# Hyporhagus clavicornis
Hyporhagus clavicornis là một loài bọ cánh cứng trong họ Zopheridae. Loài này được Oberthur miêu tả khoa học năm 1883.